# Demange-aux-Eaux
Demange-aux-Eaux è un comune francese di 566 abitanti situato nel dipartimento della Mosa nella regione del Grand Est.

## Società

### Evoluzione demografica
Abitanti censiti